# 18653 Christagünt
18653 Christagünt è un asteroide della fascia principale. Scoperto nel 1998, presenta un'orbita caratterizzata da un semiasse maggiore pari a 2,3860917 UA e da un'eccentricità di 0,1653016, inclinata di 10,45529° rispetto all'eclittica.